# Raymond Braine

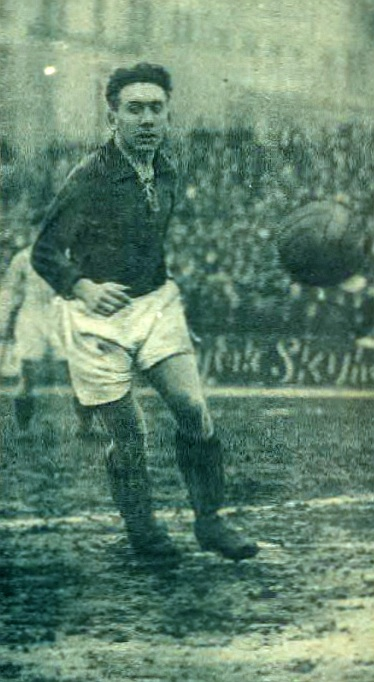
Futebolista belga, Braine Raymond.

Raymond Ernest Michel Braine (28 de abril de 1907 - 25 de dezembro de 1978) foi um futebolista belga que competiu nas Copas do Mundo de 1930 e 1938. Considerado um dos mais talentosos e respeitados atacantes do futebol belga, foi o primeiro jogador profissionalizado do país, quando transferiu-se para o AC Sparta Praha da então Tchecoslováquia em 1930.
Braine marcou 26 gols em 54 partidas pela seleção belga, sendo o quinto maior artilheiro da história da equipe.

## Carreira
Seu primeiro clube foi o Beerschot VAC em Antuérpia, onde jogou junto de seu irmão, Pierre. Braine fez sua estréia no campeonato belga em 11 de Fevereiro de 1923, numa derrota por 3x0 contra o Daring Club de Bruxelles. Marcou 4 gols em 4 partidas na temporada, ajudando o Beerschot a terminar o campeonato na segunda colocação. Em 1924, 1925, 1926 e 1928, conquistou o título do campeonato belga pelo Beerschot.
Transferiu-se para o Clapton Orient, de Londres, Inglaterra em 1929, mas não conseguiu visto de trabalho no Reino Unido. Foi contratado em 1930 pelo AC Sparta de Praga, se tornando então o primeiro jogador belga a se profissionalizar. Com o Sparta, Braine venceu o campeonato tcheco por duas vezes, terminando ambas as competições como artilheiro. Sua habilidade ganhou-lhe a convocação para a primeira Copa do Mundo, em 1930 no Uruguai.
Antes da Copa do Mundo de 1934, Braine recebeu oferta de 100.000 Koruna da federação tcheca para se tornar cidadão do país, a qual recusou. Retornou ao Beerschot em 1937 e novamente ganhou o campeonato belga por duas vezes. Retornou também à seleção belga para competir na Copa do Mundo de 1938, na França.
Transferiu-se em 1943 para o C.S. La Forestoise, onde encerrou sua carreira em 1944 na posição de zagueiro.